# Marcel Kalz
Marcel Kalz (* 9. März 1987 in Berlin) ist ein ehemaliger deutscher Radrennfahrer.

## Sportliche Laufbahn
2004 sowie 2005 wurde Marcel Kalz jeweils Deutscher Junioren-Meister im Punktefahren und im Zweier-Mannschaftsfahren (mit Norman Dimde). Ebenfalls 2005 wurde Kalz gemeinsam mit Dimde Zweiter der Junioren-Weltmeisterschaft im Zweier-Mannschaftsfahren in Wien. 2007 siegte er mit Erik Mohs im Madison bei den Europameisterschaften in Alkmaar. Viermal, 2007, 2008, 2011 und 2012, errang er im Zweier-Mannschaftsfahren (Madison) den deutschen Meistertitel, gemeinsam mit Robert Bengsch. Das Duo belegte beim Weltcup-Rennen 2009 in Melbourne den zweiten Platz. 2013 gewann er gemeinsam mit Franco Marvulli das Bremer Sechstagerennen, 2014 gemeinsam mit Robert Bartko das von Kopenhagen. Im selben Jahr wurde er zum fünften Mal deutscher Madison-Meister, gemeinsam mit Leif Lampater.
Kalz siegte 2010 zum Saisonauftakt im Rennen Berlin–Bad Freienwalde–Berlin. Zweimal – 2013 und 2015 – gewann Kalz das renommierte New Yorker Rundstreckenrennen Harlem Skyscraper Cycling Classic. Er gewann 2012 das Rennen The Golden Wheel, ein traditionsreiches internationales Bahnrennen in London. Er absolvierte 31 Sechstagerennen, von den er fünf gewann, zuletzt 2017 mit dem Iljo Keisse das Bremer Sechstagerennen. Im selben Jahr beendete er seine Radsportlaufbahn.

## Erfolge
2004
- Deutscher Junioren-Meister – Punktefahren

2005
- Junioren-Weltmeisterschaft – Zweier-Mannschaftsfahren (mit Norman Dimde)
- Deutscher Junioren-Meister – Zweier-Mannschaftsfahren (mit Norman Dimde)

2006
- Europameisterschaft (U23) – Zweier-Mannschaftsfahren (mit Roger Kluge)

2007
- Europameister (U23) – Zweier-Mannschaftsfahren (mit Erik Mohs)
- Deutscher Meister – Zweier-Mannschaftsfahren (mit Robert Bengsch)

2008
- Deutscher Meister – Zweier-Mannschaftsfahren (mit Robert Bengsch)

2011
- Deutscher Meister – Zweier-Mannschaftsfahren (mit Robert Bengsch)

2012
- Deutscher Meister – Zweier-Mannschaftsfahren (mit Robert Bengsch)

2013
- Bremer Sechstagerennen (mit Franco Marvulli)
- Deutscher Meister – Punktefahren
- Harlem Skyscraper Cycling Classic

2014
- Sechstagerennen von Kopenhagen (mit Michael Mørkøv)

2015
- Bremer Sechstagerennen (mit Alex Rasmussen)
- Berliner Sechstagerennen (mit Leif Lampater)
- Deutscher Meister – Punktefahren
- Harlem Skyscraper Cycling Classic

2017
- Bremer Sechstagerennen (mit Iljo Keisse)